# Turó d'Allen
El turó d'Allen (Cnoc Alúine en gaèlic irlandès, Cnoc Almaine en irlandès antic; també Hill of Almu) és un turó volcànic situat a l'oest del comtat de Kildare, Irlanda, al costat de la vila d'Allen. Segons la mitologia irlandesa era la seu del guerrer-caçador Fionn mac Cumhaill i dels Fianna El lloc actualment és parcialment propietat de Roadstone Dublin Ltd. i una pedrera extensa ha canviat notablement el perfil del turó.

## Història
El turó es troba al punt més oriental del Bog d'Allen i és des d'aquest pantà del que el turó en rep el nom. Segons la llegenda, Fionn mac Cumhaill hi tenia una fortalesa i feia servir les planes circumdants com a camps d'entrenament per als seus guerrers. L'any 722 hi va tenir lloc la Batalla d'Allen entre els guerrers de Leinster (Laigin), liderats per Murchad mac Brain Mut (Gran Rei de Leinster), i les forces de Fergal mac Máele Dúin (Gran rei d'Irlanda) molt a la vora del turó.

## Torre
En 1859 Sir Gerard George Aylmer, el 9è Baronet de Donadea va començar la construcció d'una torre circular a la part superior del turó, que es va completar el 1863. La torre era un capritx i els noms dels treballadors estan inscrits als esglaons.
Durant la construcció de la torre va ser desenterrat un gran taüt que contenia ossos humans que es diu que eren de Fionn mac Cumhaill. Van ser reenterrats en el lloc.

## Pedrera
A partir de 2008 la major part del turó està sota propietat de la Roadstone Dublin Ltd i gran part de la zona oest del turó ha estat extret.